# Browndell, Texas
Browndell là một thành phố thuộc quận Jasper, tiểu bang Texas, Hoa Kỳ. Năm 2010, dân số của xã này là 197 người.

## Dân số
- Dân số năm 2000: 219 người.
- Dân số năm 2010: 197 người.